# 兴奋剂

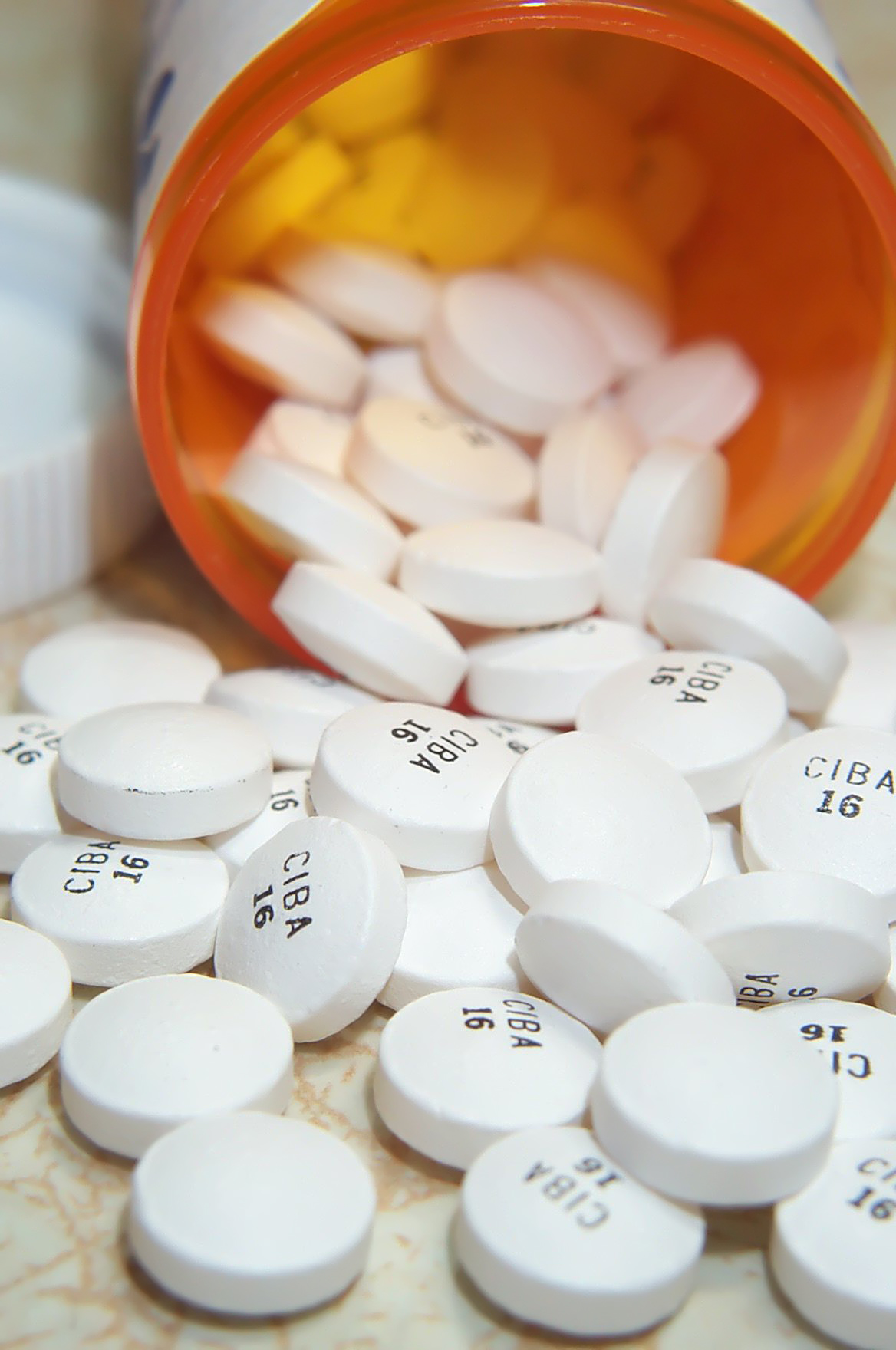
20mg長效型的哌甲酯錠

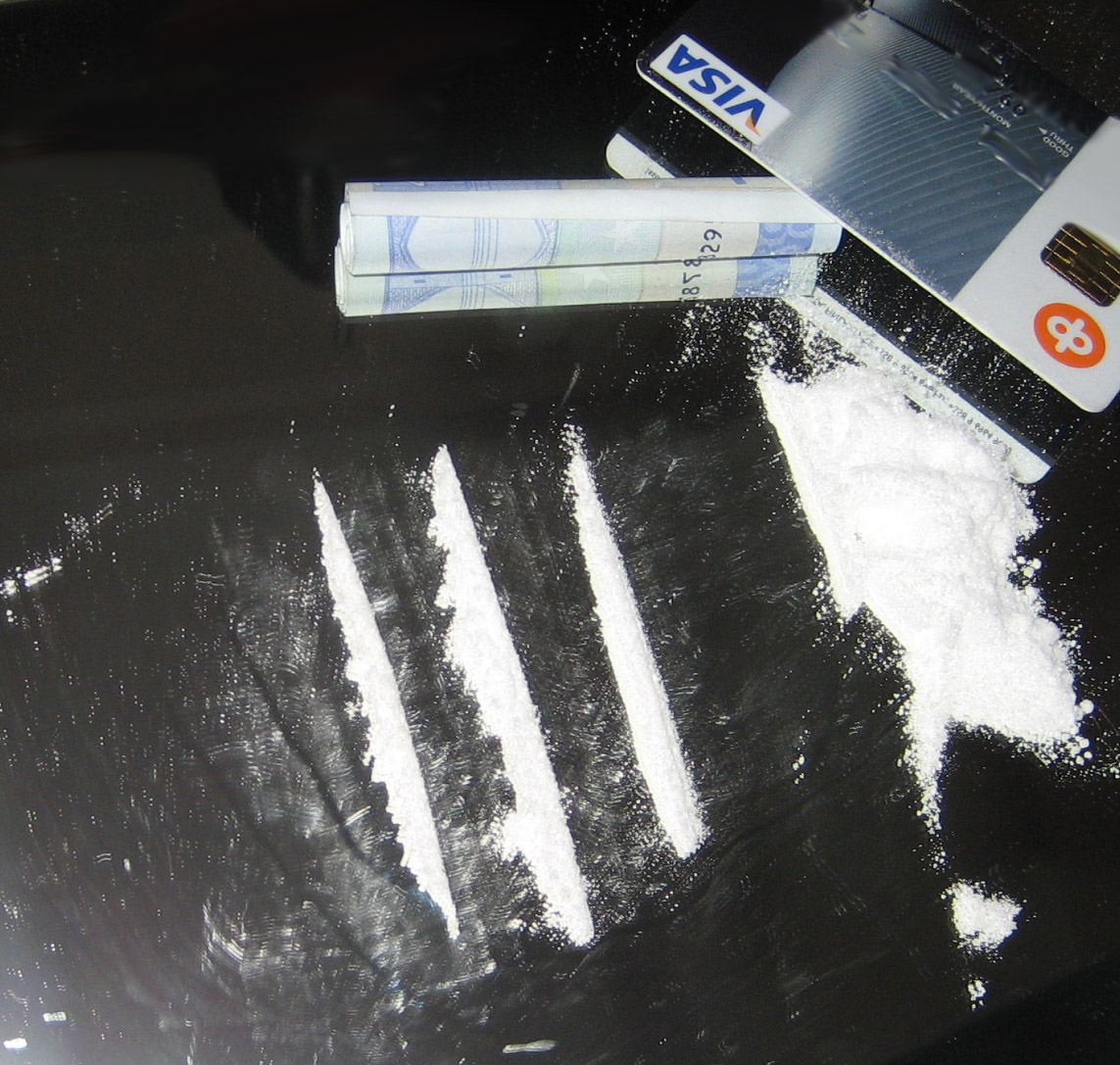
可卡因常拿來做為娛樂性藥物

興奮劑（stimulants）又稱為中樞神經興奮劑（central nervous system stimulants）、中樞神經刺激劑、精神兴奋剂（psychostimulants），是一类具有兴奋中枢神经系统功能，使机体器官组织的生理、生化功能增强的药剂，其中包括可以兴奋大脑皮质增加活動力、刺激延髓呼吸中枢，以及兴奋脊髓以增强骨骼肌的紧张度的藥物。
兴奋剂一般可以增加人體活動力、可令人感到愉快和振奮，以及兴奋交感神经。此外，兴奋剂可以提升警覺心、注意力和活力，同時也增加血壓、心跳和呼吸，常用作處方藥（例如ADHD的兒童或成人、嗜睡症、抑制食慾），但也有用於藥物治療以外的使用（可能是“脱法药物”或是非法使用），可能做為表現增強物質或是娛樂性藥物。
一些藥物能影響自我管理能力。例如：歸類為中樞神經興奮劑的藥物：哌甲酯（methylphenidate）和安非他命（amphetamine）。適度適量使用，能提升一個人整體的衝動控制能力（抑制控制，inhibitory control），且被用來治療注意力不足過動症（ADHD）患者。同理，中樞神經抑制劑（depressants）（例如：酒精）由於會讓腦中神經傳導物質濃度降低、減少許多大腦區域的活性等，所以可能會造成專注力、神智清醒度等自我管理能力的下降。
在美國，2013年最常用的處方藥兴奋剂有甲磺酸賴氨酸安非他命、哌甲酯及安非他命。

## 作用機制
大多數興奮劑通過增強兒茶酚胺神經傳遞發揮其激活作用。兒茶酚胺神經遞質被用於涉及注意力、喚醒、動機、任務顯著性和報酬預期的調節途徑中。經典的興奮劑要麼阻止再攝取，要麼刺激這些兒茶酚胺的外排，導致其迴路活動增加。一些興奮劑，特別是那些具有致病和致幻作用的興奮劑，也會影響血清素能的傳遞。一些興奮劑，例如一些苯丙胺衍生物，尤其是育亨賓，可以通過拮抗調節性自體受體來減少負反饋。腎上腺素能激動劑（例如，麻黃鹼）通過直接結合併激活腎上腺素能受體而起作用，產生擬交感神經作用
藥物還可以具有更多間接機制來激發激活作用。例如咖啡因是腺苷受體拮抗劑，僅間接增加兒茶酚胺在大腦中的傳播。而Pitolisant是H3受體反向激動劑。 由於H3受體主要充當自體受體，因此pitolisant減少了對組織胺能神經元的負反饋，從而增強了組織胺能傳遞。

## 常見的興奮劑

### 安非他命
安非他命是苯乙胺類的強力中樞神經系統（CNS）興奮劑，已被批准用於治療注意力不足過動症（ADHD）和發作性嗜睡病。安非他命也可以作為表現增強物質和認知增強劑使用，也可以作為春藥和娛樂用的欣快劑使用。儘管在許多國家或地區，安非他命是處方藥，但未經控製或大量使用會帶來嚴重的健康風險，因此經常嚴格控制安非他命的未經授權擁有和分發。因此，許多安非他命是在秘密實驗室非法製造的，並被販運並出售給使用者。根據全世界毒品的緝獲情況，安非他命的非法生產和販運比甲基安非他命要少得多。
第一種藥物安非他命是Benzedrine，這是一種用於治療各種疾病的吸入器品牌。由於右旋異構體具有更大的刺激性，因此逐漸停用Benzedrine，轉而使用含有全部或大部分右旋苯丙胺的製劑。目前，通常將其處方為混合的苯丙胺鹽、右旋苯丙胺和甲磺酸赖氨酸安非他命。
苯丙胺是去甲基腎上腺素—多巴胺釋放劑（NDRA）。它通過多巴胺轉運體和去甲腎上腺素轉運體進入神經元，並通過激活TAAR1和抑制VMAT2促進神經遞質排出。在治療劑量下，這會引起情緒和認知影響，例如欣快感、性慾改變、喚起感增強和改善認知控制。同樣，它會誘發身體反應，例如減少反應時間、降低疲勞強度和增加肌肉強度。相比之下，超過治療劑量的安非他命可能會損害認知功能並引起橫紋肌溶解。超高劑量會導致精神病（例如妄想和偏執狂），即使長期使用治療劑量，這種情況也很少發生。由於娛樂劑量通常比規定的治療劑量大得多，因此娛樂性使用會產生嚴重的副作用（例如依賴性）的風險要大得多，苯丙胺類藥物的治療很少會出現這種副作用。

### 咖啡因

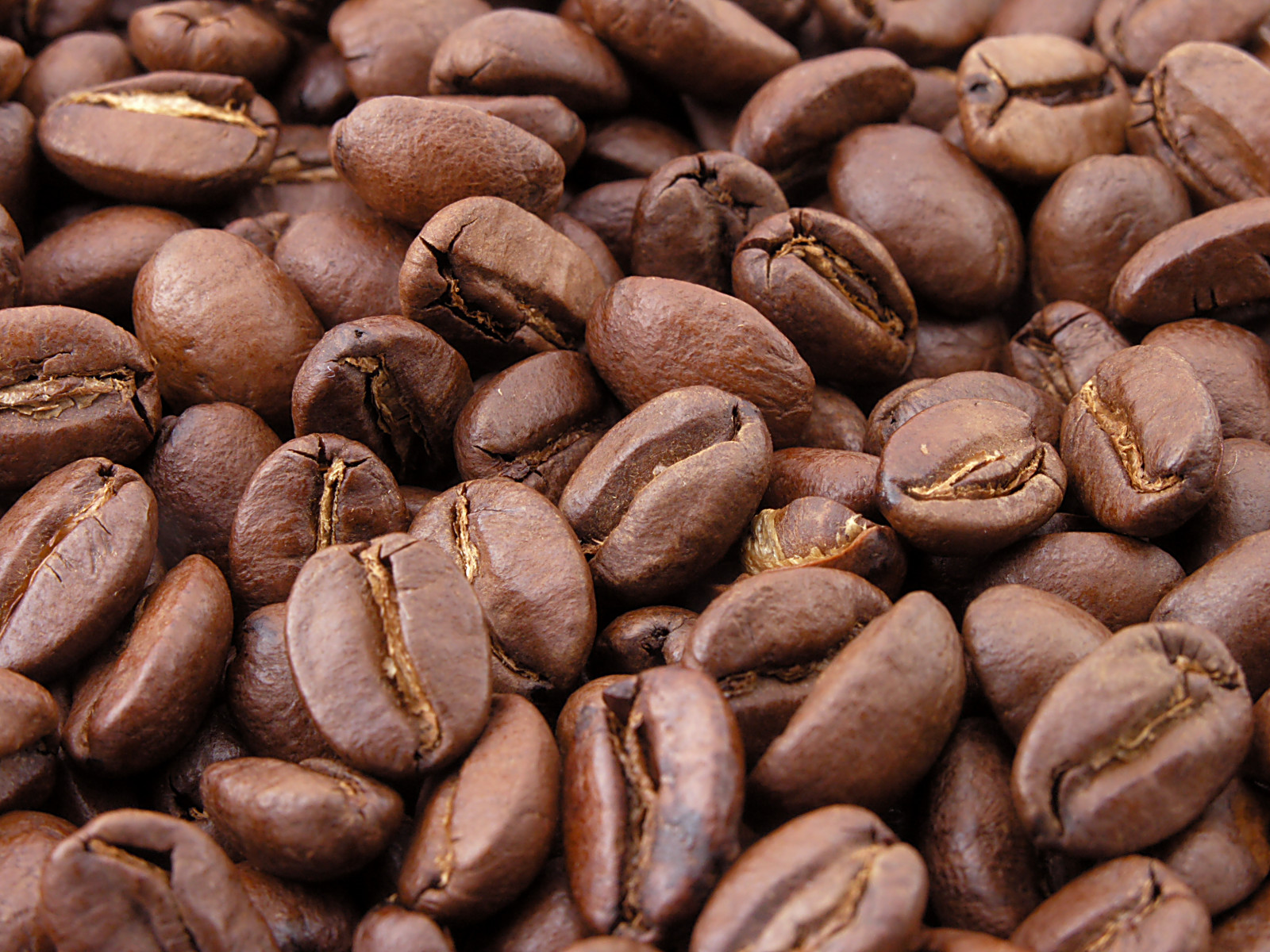
焙燒過的咖啡豆，咖啡因的常見來源。

咖啡因是一種興奮性化合物，屬於黃嘌呤類化學物質，天然存在於咖啡、茶和（較小程度上）可可或巧克力中。它包含在許多軟性飲料中，以及大量的能量飲料中。咖啡因是世界上使用最廣泛的精神活性藥物，也是迄今為止最常見的興奮劑。在北美，每天有90％的成年人食用咖啡因。一些司法管轄區限制其銷售和使用。咖啡因也包括在某些藥物中，通常是為了增強主要成分的作用或減少其某項副作用（尤其是嗜睡）。含有標準劑量咖啡因的片劑也可以廣泛獲得。
咖啡因的作用機制不同於許多興奮劑，因為它通過抑制腺苷受體產生興奮作用。腺苷受體被認為是嗜睡和睡眠的主要驅動力，其作用隨著清醒時間的延長而增強。在動物模型中發現咖啡因可增加紋狀體多巴胺，並抑制腺苷受體對多巴胺受體的抑制作用，然而，對人體的影響尚不清楚。與大多數興奮劑不同，咖啡因沒有成癮性。咖啡因似乎不是增強刺激，實際上可能會發生某種程度的厭惡，在NIDA研究專著中發表的一項關於藥物濫用責任的研究中，人們更喜歡安慰劑而不是咖啡因。在大型電話調查中，只有11％的人報告了依賴症狀。然而，當人們在實驗室接受測試時，只有一半聲稱擁有依賴性的人實際經歷過這種情況，這對咖啡因產生依賴性的能力產生了懷疑，並使社會壓力成為人們關注的焦點。
飲用咖啡與降低癌症的總體風險有關。這主要是由於降低了肝細胞癌和子宮內膜癌的風險，但對大腸癌的影響也可能較小。對於其他類型的癌症似乎沒有顯著的保護作用，而大量喝咖啡可能會增加患膀胱癌的風險。咖啡因可能對阿茲海默症有保護作用，但證據尚無定論。適量喝咖啡可以降低罹患心血管疾病的風險，並且可以在某種程度上降低第2型糖尿病的風險。與少喝或不喝咖啡相比，每天喝1-3杯咖啡不會影響患高血壓的風險。但是，那些每天喝2至4杯的人的患病風險可能會略有增加。咖啡因可增加青光眼患者的眼壓，但似乎不影響正常人。它可以保護人們免於肝硬化。沒有證據表明咖啡會阻礙孩子的成長。咖啡因可能會提高某些藥物的功效，包括用於治療頭痛的藥物。如果在登高海拔的山區幾個小時前服用咖啡因，可能會減輕急性高山症的嚴重程度。

### 麻黃鹼
麻黃鹼是一種擬交感神經胺，其分子結構與眾所周知的藥物苯丙醇胺和甲基苯丙胺，以及重要的神經遞質腎上腺素相似。麻黃鹼通常用作興奮劑、食慾抑制劑、濃縮助劑和減充血藥，並用於治療與麻醉有關的低血壓。
從化學意義上講，它是一種在麻黃屬（麻黃科）的各種植物中發現的具有苯乙胺骨架的生物鹼。其作用主要是通過增加去甲腎上腺素對腎上腺素能受體的活性。它最通常以鹽酸鹽或硫酸鹽的形式出售。
中藥中使用的草藥麻黃（Ephedra sinica）含有麻黃鹼和偽麻黃鹼作為其主要活性成分。含有其他麻黃種類提取物的其他草藥產品也可能如此。

### MDMA

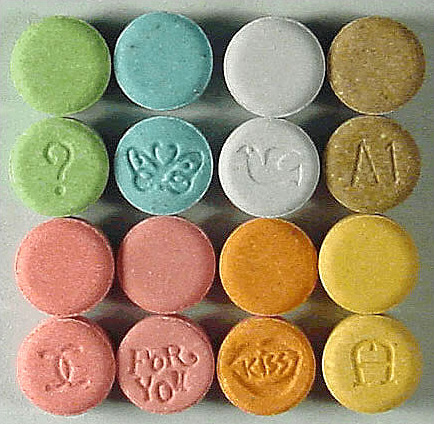
MDMA錠劑

3,4-亞甲二氧基甲基苯丙胺（MDMA, ecstasy,molly）是一種安非他命類的欣快劑、神入感激發劑和興奮劑。一些心理治療師短暫地將其用作治療的輔助手段，該藥物在娛樂中大受歡迎，美國緝毒局將MDMA列為附表I受控物質，禁止大多數醫學研究和應用。MDMA以其神入感激發作用特性而聞名。MDMA的刺激作用包括高血壓，食慾不振，欣快感，社交抑制，失眠（增強清醒/無法入睡），能量改善，喚起感增強和排汗增加等。相對於兒茶酚胺能傳遞，與經典的興奮劑（如安非他命）相比，MDMA顯著增強了血清素能傳遞。MDMA似乎沒有明顯的成癮或依賴性形成。
由於MDMA的相對安全性，一些研究人員（例如David Nutt）批評了調度水平，撰寫了一篇諷刺性的文章，發現MDMA的危險性比馬術低28倍，他稱這種情況為“馬術”或“馬匹成癮綜合症”。

### MDPV
亞甲基二氧吡咯戊酮（MDPV）是一種興奮性精神藥物，具有刺激性，可作為去甲腎上腺素-多巴胺再攝取抑制劑（NDRI）。它是由勃林格殷格翰公司的一個團隊於1960年代首次開發的。直到2004年左右，MDPV仍然是一種無名的刺激劑，當時有報導稱它是作為設計藥物出售的。標有含MDPV的浴鹽的產品以前曾在美國的加油站和便利店以娛樂性用藥的形式出售，類似於Spice和K2的營銷。
心理和身體傷害事件均歸因於使用MDPV。

### 甲氧麻黃酮
甲氧麻黃酮是苯丙胺和卡西酮類的合成興奮劑。俗名包括drone和MCAT。據報導，它是在中國製造的，化學上類似於在東非卡塔植物中發現的卡西酮化合物。它以片劑或粉劑形式出現，使用者可以吞嚥、鼻腔吸入或注射，產生與搖頭丸、苯丙胺和可卡因相似的作用。
甲氧麻黃酮於1929年首次合成，但直到2003年重新發現後才廣為人知。據報告，到2007年，甲氧麻黃酮可在互聯網上出售； 到2008年，執法機構已意識到該化合物； 到2010年，在歐洲大部分地區都有報導，在英國尤為普遍。甲氧麻黃酮在2008年首先在以色列被定為非法，隨後是瑞典。2010年，在許多歐洲國家/地區將其定為違法，2010年12月，歐盟裁定該法為違法。在澳大利亞、新西蘭和美國，它被認為是其他非法藥物的類似物，可以通過類似於《聯邦模擬法》的法律加以控制。自2011年10月起，美國於2011年9月將甲氧麻黃酮暫時歸類為非法。

### 甲基安非他命
甲基苯丙胺是一種有效的苯乙胺和苯丙胺類興奮劑，用於治療注意力不足過動症（ADHD）和肥胖症。甲基苯丙胺以右旋和左旋兩種對映體形式存在。與左旋甲基苯丙胺相比，右旋甲基苯丙胺是一種更強的中樞神經系統興奮劑；然而，它們都具有成癮性，並且在高劑量時會產生相同的毒性症狀。儘管由於潛在的風險很少開處方，但鹽酸甲基苯丙胺已被美國食品和藥物管理局（USFDA）批准，商品名為Desoxyn。甲基苯丙胺在娛樂上被用來增加性慾，提升心情和增加精力，使一些使用者連續幾天連續進行性活動。
甲基苯丙胺可能以純右旋甲基苯丙胺或左右手分子等比例混合的混合物（即50％左旋甲基苯丙胺和50％右旋甲基苯丙胺）非法出售。在美國，右甲基苯丙胺和外消旋甲基苯丙胺均為附表II管制物質。此外，由於甲基苯丙胺已列入《聯合國精神藥物公約》附表二，因此在許多其他國家受到限制或非法生產、分發、銷售和擁有甲基苯丙胺。相比之下，左旋苯丙胺是美國的一種非處方藥。
在低劑量下，甲基苯丙胺會引起疲勞的人情緒升高、提高機敏性、注意力和精力。大劑量服用可誘發精神病、橫紋肌溶解和腦出血。已知甲基苯丙胺具有很高的濫用和成癮潛力。娛樂性使用甲基苯丙胺可能會導致精神病或戒斷後綜合症，這種戒斷綜合症可以持續超過典型戒斷期數月。與苯丙胺和可卡因不同，甲基苯丙胺對人類具有神經毒性，會破壞中樞神經系統（CNS）的多巴胺和5-羥色胺神經元。與長期使用苯丙胺完全相反的是，有證據表明，甲基苯丙胺會因長期使用而對人造成大腦損害； 這種損害包括大腦結構和功能的不利變化，例如減少灰質。 腦幾個區域的血容量和代謝完整性標誌物的不利變化。

### 派醋甲酯
派醋甲酯是一種中樞神經系統興奮劑 其結構和藥理與安非他命、古柯鹼相似,能改善使用者的情緒和專注力，被應用於注意力不足過動症（ADHD）、嗜睡症、躁鬱症和憂鬱症的治療。

### 古柯鹼

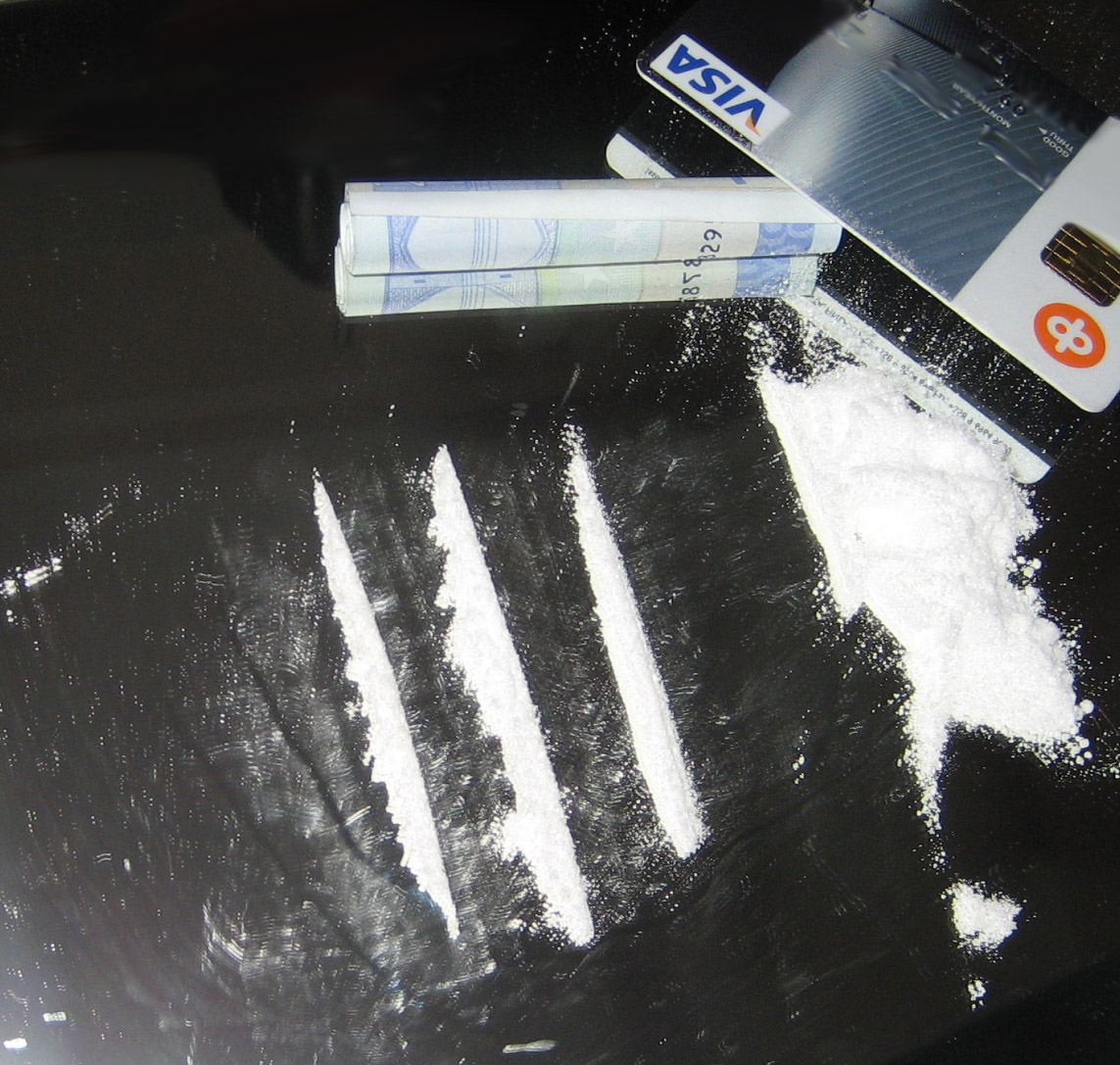
非法可卡因，用作休閒興奮劑

可卡因是一種5-羥色胺、去甲腎上腺素和多巴胺再攝取抑制劑，可卡因由古柯灌木的葉子製成，古柯灌木生長在南美國家的玻利維亞、哥倫比亞和秘魯等山區。在歐洲、北美和亞洲的某些地區，可卡因最常見的形式是白色結晶性粉末。可卡因是一種興奮劑，儘管可卡因將臨床用途視為局部麻醉劑，特別是在眼科領域，但由於其興奮性而通常在治療上並未開處方。可卡因的大多數使用是娛樂性的，其濫用潛力很高（高於苯丙胺），因此在大多數轄區都嚴格控制其銷售和擁有。其他與可卡因有關的莨菪烷衍生物藥物也眾所周知，例如troparil和lometopane，但尚未廣泛銷售或用於娛樂。

### 尼古丁
尼古丁是煙草中的活性化學成分，有多種形式，包括香煙、雪茄、咀嚼煙草和戒菸輔助劑，例如尼古丁貼片、尼古丁口香糖和電子香煙。尼古丁具有刺激和放鬆作用，因此在世界範圍內得到廣泛使用。尼古丁通過菸鹼乙酰膽鹼受體的激動作用發揮其作用，從而導致多種下游效應，例如中腦獎賞系統中多巴胺能神經元活性的增加，其中一種菸葉乙醛降低了大腦中單胺氧化酶的表達。尼古丁會上癮並形成依賴性。煙草是尼古丁最常見的來源，對使用者和自己的總體危害比可卡因低3％，比苯丙胺高13％，在通過多標準決策分析確定的20種藥物中，危害最大的是第六位。

## 醫療用途
中樞神經刺激劑在醫學上用來治療肥胖、睡眠疾患、嗜睡症（narcolepsy）、情感性疾患、注意力不足過動症、頑固型憂鬱症、頑固型強迫症、氣喘、鼻塞等。
用來治療 ADHD（注意力不足過動症）的興奮劑包括哌甲酯、苯丙胺、右旋安非他命、二甲磺酸赖右苯丙胺等。

## 安全性
只要按照指示使用，中樞神經刺激劑如同其他藥品一樣安全，不會導致藥物濫用或成癮。
研究顯示，以中樞神經興奮劑治療注意力不足過動症的患者，其往後將比沒有以中樞神經興奮劑治療的注意力不足過動症患者享有明顯更低的藥物濫用風險。

## 副作用
如同其他藥物，中樞神經刺激劑也有副作用產生的可能，然而不是每個服用興奮劑的人都會有副作用。这些副作用大都是輕微的，並且在劑量降低或與其他藥物併用、調整服藥時間等調適後消失。
較常見的副作用包含：
- 難以入睡或難以維持睡眠。
- 胃口降低。
- 胃部不適。
- 頭疼。

較少見的副作用包含：
- 肢體抽動或聲音抽動。（突然的、重複的動作或聲音）(抽搐)

## 備註
1. ↑  The active ingredient in some OTC inhalers in the United States is listed as levmetamfetamine, the INN and USAN of levomethamphetamine.[67][68]
2. ↑  「常見副作用」的定義為：在臨床試驗中，實驗組中至少5
%的人出現此症狀，且在實驗組中出現此反應的比例為安慰組的兩倍。
3. ↑  「較少見的副作用」的定義為：在臨床試驗中，實驗組中至少2
%的人出現此症狀，且在實驗組中出現此反應的比例多於安慰組。